# Pré-Alpes de Nice
Os Pré-Alpes de Nice (em francês:   Préalpes de Nice) são um  maciço que faz parte dos Alpes Ocidentais na sua secção da Cordilheira dos Alpes Marítimos e  cuja maior parte se encontra no departamento francês dos Alpes Marítimos e uma pequena parte na região da Ligúria da Itália. O ponto culminante é a Pointe des Trois Communes com 2.080 m.

## Geografia
De rocha sedimentar, o maciço estende-se entre os Pré-Alpes de Castellane, dos Alpes da Provença, o maciço do Mercantour, e dos Alpes Ligures. Parte em direcção de Costa Azul de Nice até Ventimiglia.

## SOIUSA
A Subdivisão Orográfica Internacional Unificada do Sistema Alpino (SOIUSA) criada em 2005, dividiu os Alpes em duas grandes partes:Alpes Ocidentais e Alpes Orientais, separados pela linha formada pelo  Rio Reno - Passo de Spluga - Lago de Como - Lago de Lecco.
As Cordilheira dos Alpes Marítimos, e os Pré-Alpes de Nice formam os Alpes Marítimos e Pré-Alpes de Nice.

### Classificação  SOIUSA
Segundo a SOIUSA este acidente orográfico chama-se  'Pré-Alpes de Nice e é uma Sub-secção alpina  com a seguinte classificação:
- Parte = Alpes Ocidentais
- Grande sector alpino = Alpes Ocidentais-Sul
- Secção alpina = Alpes Marítimos e Pré-Alpes de Nice
- Sub-secção alpina = Pré-Alpes de Nice
- Código = I/A-2.II